# Torx

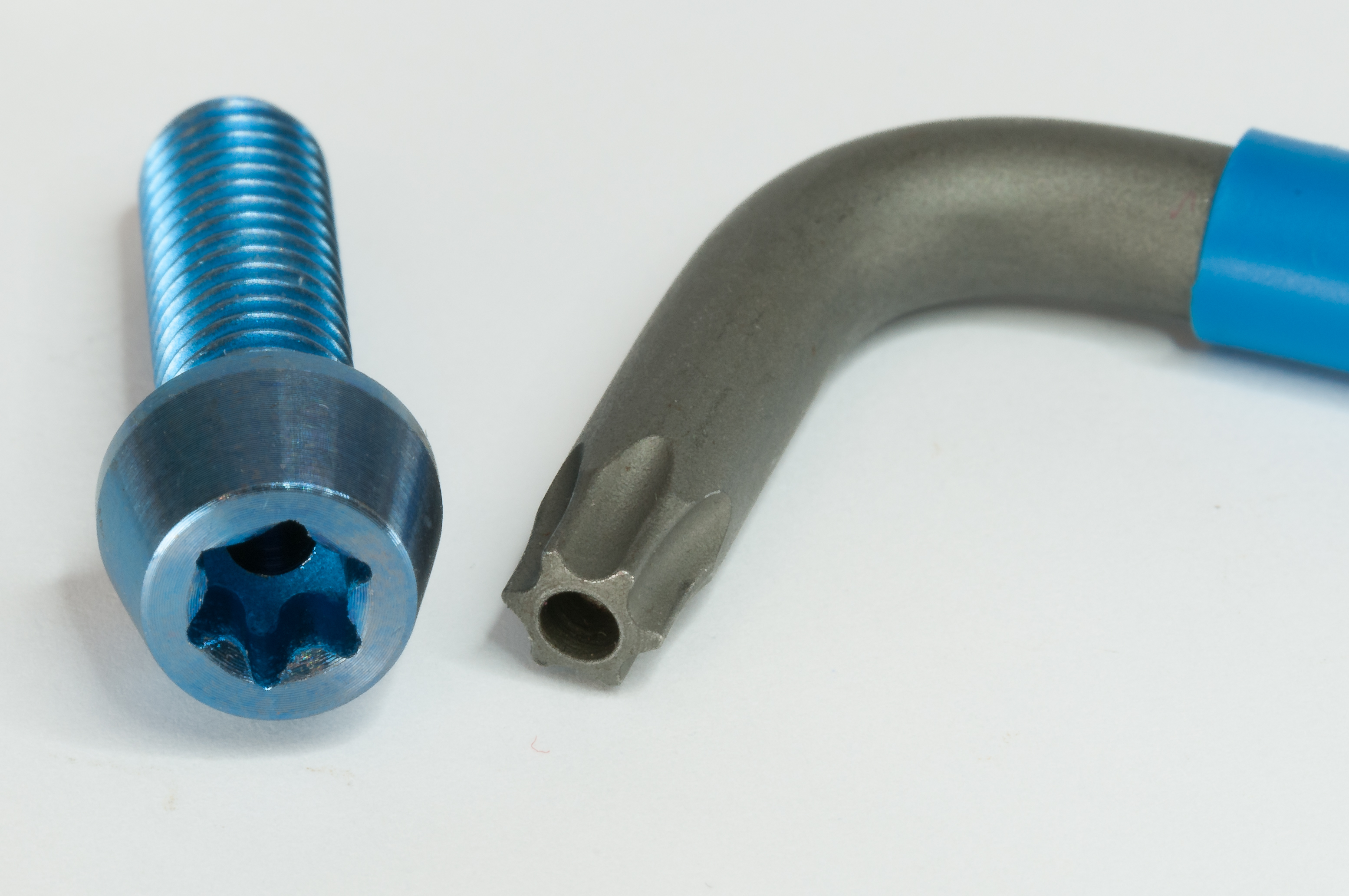
Schraube mit Torxkopf und gekröpfter Schlüssel für Torx-TR

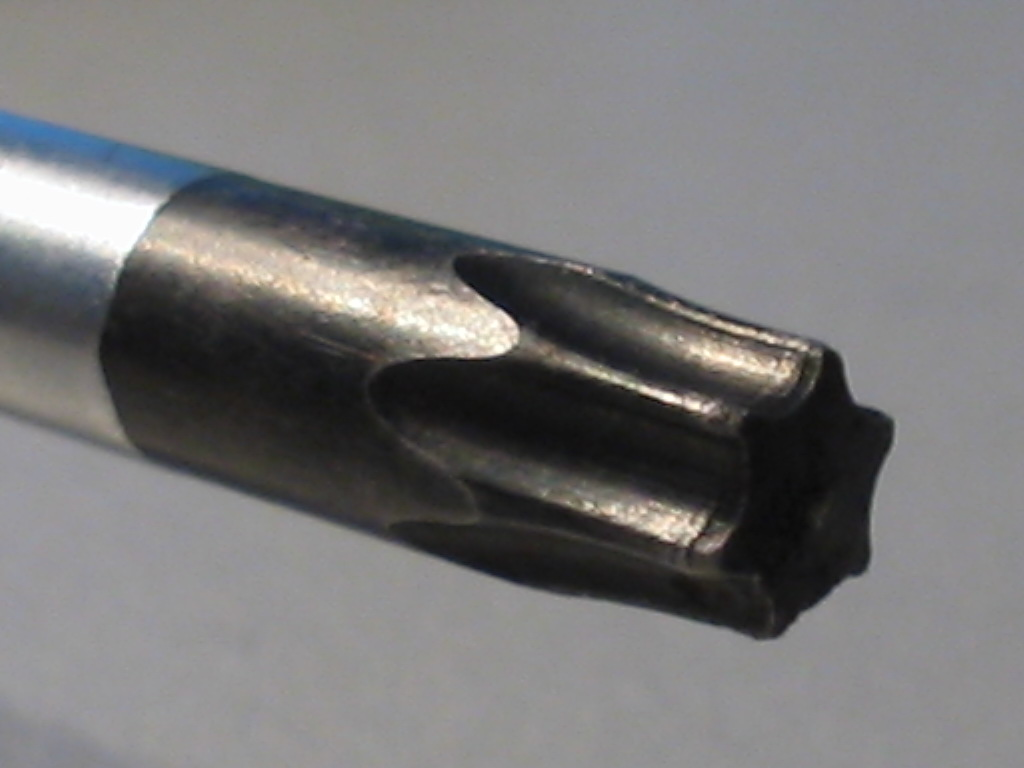
Schraubenzieher für Schrauben mit Innensechsrund-Kopf

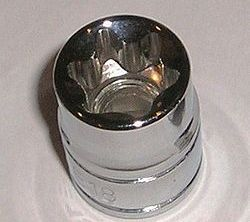
Schraubenschlüssel-Nuss für Schrauben mit Außensechsrund-Kopf (Torx E)

TORX (von englisch torque „Drehmoment“) ist die registrierte Wortmarke für ein Schraubenmitnahmeprofil, dessen Normbezeichnung Innensechsrund bzw. Außensechsrund lautet. Eine weitere Bezeichnung ist Sechs-Bogenzahn (engl. Six lobe, internal oder Hexalobular socket). Es ähnelt dem Profil in einer Welle-Nabe-Verbindung mittels Zahnwelle. Nur ist hier die Kontur der Zähne vollständig gerundet: Die Rundung der Zahnköpfe geht unmittelbar in die Zahnfußrundungen über.
Bei Torx werden im Vergleich zum klassischen Sechskantprofil (Innensechskant und Außensechskant) Schraube und Werkzeug weniger mit Radialkräften belastet und folglich weniger beschädigt. Die Übertragung des Drehmomentes erfolgt direkter über die radialen Teile der Zahnflanken anstatt über die fast tangentialen Flächen des Sechskants.
Aufgrund der Abrundung der inneren Spitzen ist die Kerbwirkung auf den Umfang von Schraubenkopf bzw. Werkzeug bei Torx sehr gering.
Es gibt Innentorx- und Außentorx-Schrauben. Die Bezeichnung T steht für Torx-Innenprofil und kam zuerst auf den Markt. Danach wurde das Außenprofil Form E (external) entwickelt, weswegen die Bezeichnungen der einzelnen Profile üblicherweise mit T bzw. TX sowie TE abgekürzt werden. Die Größenbezeichnungen der T-Werkzeuge wurden willkürlich festgelegt; dagegen ist bei E die Schlüsselweite vom Übereckmaß der Flanken abgeleitet.
Innen-Torx-Schrauben werden auch als I-Stern oder Innen-Stern (englisch star) bezeichnet. In Anlehnung an die verbreiteten Außen- und Innensechskantschrauben wird der Torx-Schlüsselangriff in deutschen Normen Sechsrund genannt.
Die Bezeichnung Innenvielzahnschraube sollte vermieden werden, da dieser Begriff für das Vielzahnprofil XZN verwendet wird.

## Allgemeines
Das Torx-Profil ist in der Lage, hohe Drehmomente zu übertragen. Im Gegensatz zu Kreuzschlitz-Schraubenköpfen ist aufgrund der senkrecht verlaufenden Antriebsflächen keine erhöhte Andrückkraft beim Festziehen erforderlich, und es treten deutlich weniger Rückschubkräfte auf (cam-out, siehe auch Axialkraft). Dadurch können Akkuschrauber mit hohen Drehmomenten für ein rasches Befestigen ohne Schädigung des Innenprofils verwendet werden. Ein weiterer Vorteil des Torx-Profils besteht darin, dass Drehkräfte nicht (wie z. B. beim Inbus-System) punktuell an den Ecken angreifen, sondern mittig und flächig an den Flanken der einzelnen Zacken. Das macht das System deutlich verschleißärmer. Besonders geeignet ist das Torx-System für Montageroboter in der automatischen Fertigung. Hier kommen oft selbstschneidende oder selbstfurchende Schrauben zum Einsatz, die beim Einschrauben in eine Bohrung das Gewinde selbst schneiden oder formen (Metall) oder einprägen (Kunststoff). Die pneumatisch oder elektrisch angetriebenen Schrauber sollten über ein einstellbares Drehmoment verfügen, damit ein Überdrehen und damit Beschädigen des Gewindes vermieden wird. Ein Sonderfall sind sogenannte Dielenschrauben mit Schneidspitze, Gewinde und glattem Schaft, deren kleiner Kopf beim Anschrauben in die Oberfläche des Dielenholzes hineingezogen wird. Weitere Anwendungen sind in der Chirurgie (Knochenbruchbehandlung) und beim Zahnersatz (Implantate).
Auch Nagelschrauben werden mit Torx-Kopf angeboten. Damit die Schrauben automatisch oder halbautomatisch verarbeitbar werden, können sie zu einem Nagelgurt magaziniert werden.
Im Automobilbereich werden Schrauben mit Torx-Antrieb heute meist automatisch verarbeitet, jedoch nicht magaziniert, sondern durch Vereinzelung von lose angelieferten Schrauben in Schraubautomaten.
Bei der Abwandlung Torx-TR (Tamper Resistant, manipulationssicher) befindet sich in der Profilmitte ein Stift, der verhindert, dass man diese Schraube mit einem normalen Torx- oder Schlitz-Schraubwerkzeug drehen kann. Dieses Profil wird bei Geräten dann verwendet, wenn ein ungewünschter Zugriff erschwert werden soll.

## Marke und Patent

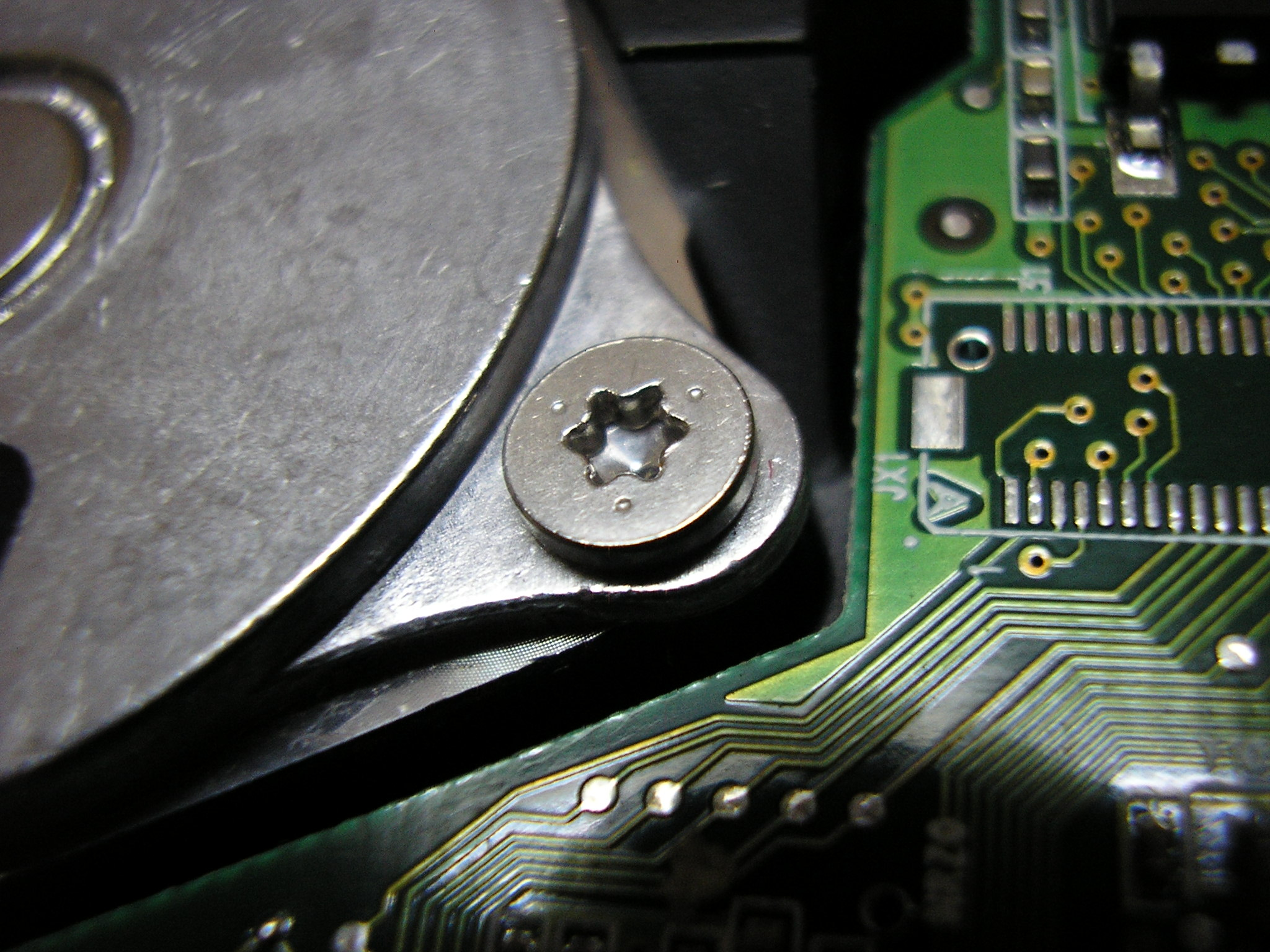
Das sternförmige Innenprofil einer Torx-Schraube (hier verbaut in einem Festplattenlaufwerk)

„TORX“ ist eine Marke von Acument Intellectual Properties in Michigan, die in den 1970er Jahren als Wortmarke und in den 1990er Jahren als Wort-Bildmarke von Textron in Deutschland registriert wurde und deren Schutz bis heute andauert. Vorläufiges Schutzenddatum für die Wortmarke ist der 31. Dezember 2032 und für die Wort-/Bildmarke der 28. Februar 2031. Darüber hinaus ist die Marke „TORX“ in rund 20 weiteren Ländern registriert und geschützt.
Die Patente über Torx sind hingegen inzwischen ausgelaufen. Eine Tochtergesellschaft von Acument, Camcar in Rockford (Illinois), gab ab dem Jahr 1968 die Abmessungen von Torx an Kunden wie Ford und Chrysler, aus denen ab dem Jahr 1988 der Standard ISO 10664 entstand, betitelt Hexalobular internal driving feature for bolts and screws. Als Europäische Norm in deutscher Fassung trägt ISO 10664 den Titel Innensechsrund für Schrauben.

## Schlüsselgrößen
Die Schlüsselgrößen werden mit „T“, „TX“ oder „Tx“ (je nach Hersteller) bezeichnet, gefolgt von einer Zahl. Die verfügbaren Größen reichen von T1 bis T100. In der Tabelle sind Durchmesser und maximale Anziehmomente in Nm angegeben. Dabei ist zu beachten, dass das maximale Drehmoment je nach Schraubenwerkstoff und Reibungswerten im Gewinde stark variiert.
| Größe | ∅ in Zoll a | ∅ in mm a | Maximales Anzieh- moment in Nm | Schrauben gemäß EN ISO 14579, 14580, 14583 und 14584 | Zylinderschrauben mit großem Innensechsrund DIN 34802 | Gewindestifte mit Innensechsrund DIN 34827 | (SPAX)- Schrauben Gew.-Dm. in mm |
| ----- | ----------- | --------- | ------------------------------ | ---------------------------------------------------- | ----------------------------------------------------- | ------------------------------------------ | -------------------------------- |
| T1    | 0,035       | 00,89     | 0,02 – 0,03                    |                                                      |                                                       |                                            |                                  |
| T2    | 0,039       | 00,99     | 0,07 – 0,09                    |                                                      |                                                       |                                            |                                  |
| T3    | 0,047       | 01,19     | 0,14 – 0,18                    |                                                      |                                                       |                                            |                                  |
| T4    | 0,053       | 01,35     | 0,22 – 0,28                    |                                                      |                                                       |                                            |                                  |
| T5    | 0,058       | 01,47     | 0,43 – 0,51                    | M1.6                                                 |                                                       |                                            |                                  |
| T6    | 0,069       | 01,75     | 0,75 – 0,90                    | M2                                                   |                                                       | M3                                         |                                  |
| T7    | 0,078       | 01,99     | 1,4 – 1,7                      |                                                      |                                                       |                                            |                                  |
| T8    | 0,094       | 02,39     | 2,2 – 2,6                      | M2,5                                                 |                                                       | M4                                         |                                  |
| T9    | 0,098       | 02,50     | 2,8 – 3,4                      |                                                      |                                                       |                                            |                                  |
| T10   | 0,111       | 02,82     | 3,7 – 4,5                      | M3                                                   |                                                       | M5                                         | 3                                |
| T15   | 0,132       | 03,35     | 6,4 – 7,7                      | M3,5                                                 |                                                       | M6                                         |                                  |
| T20   | 0,155       | 03,94     | 10,5 – 12,7                    | M4                                                   |                                                       |                                            | 3,5 – 5                          |
| T25   | 0,178       | 04,52     | 15,9 – 19,0                    | M5                                                   |                                                       | M8                                         | 5 b                              |
| T27   | 0,200       | 05,08     | 22,5 – 26,9                    |                                                      |                                                       |                                            |                                  |
| T30   | 0,221       | 05,61     | 31,1 – 37,4                    | M6                                                   | M5                                                    | M10                                        | 6                                |
| T35   |             |           |                                |                                                      |                                                       |                                            |                                  |
| T40   | 0,266       | 06,76     | 54,1 – 65,1                    |                                                      | M6                                                    | M12                                        | 8                                |
| T45   | 0,312       | 07,95     | 0,086 – 103,2                  | M8                                                   |                                                       |                                            |                                  |
| T50   | 0,352       | 08,94     | 132 – 158                      | M10                                                  | M8                                                    | M16                                        | 10                               |
| T55   | 0,446       | 11,32     | 218 – 256                      | M12                                                  | M10                                                   | M20                                        |                                  |
| T60   | 0,529       | 13,45     | 379 – 445                      | M14                                                  | M12                                                   | M24                                        |                                  |
| T70   | 0,619       | 15,70     | 630 – 700                      | M16                                                  | M14                                                   |                                            |                                  |
| T80   | 0,689       | 17,50     | 0943 – 1048                    | M18                                                  | M16                                                   |                                            |                                  |
| T90   | 0,795       | 20,20     | 1334 – 1483                    | M20                                                  |                                                       |                                            |                                  |
| T100  | 0,882       | 22,40     | 1843 – 2048                    |                                                      |                                                       |                                            |                                  |

Torx–Innenprofile im Vergleich
Torx
Torx Plus
Torx-TR
Torx Plus Security

## Schraubentypen
Diverse Schraubentypen sind als Alternative zu den gängigen Typen mit Innensechskant- oder Phillipsantrieb mit Innensechsrund-Antrieb in ISO-Normen genormt. Sie haben ähnliche, teilweise identische, Abmessungen wie ihre Gegenstücke mit Innensechskant- oder Phillipsantrieb.
| ISO 14579: | Zylinderschrauben mit Innensechsrund                 |
| ISO 14580: | Zylinderschrauben mit Innensechsrund, niedriger Kopf |
| ISO 14581: | Senkschrauben mit Innensechsrund                     |
| ISO 14582: | Senkschrauben mit Innensechsrund, hoher Kopf         |
| ISO 14583: | Flachkopfschrauben mit Innensechsrund                |
| ISO 14584: | Linsensenkschrauben mit Innensechsrund               |
| ISO 14585: | Flachkopf-Blechschrauben mit Innensechsrund          |
| ISO 14586: | Senk-Blechschrauben mit Innensechsrund               |
| ISO 14587: | Linsensenk-Blechschrauben mit Innensechsrund         |

## Alternativen, Weiterentwicklungen

### Torx Plus
Eine Weiterentwicklung des Torx-Antriebssystems ist das System Torx Plus der US-amerikanischen Firma Acument. Es war in Deutschland bis Anfang 2012 patentrechtlich geschützt. Gegenüber Standard-Torx haben die Nocken eine andere („flachere“) Form, die durch aneinanderhängende Ellipsen beschrieben werden, wodurch in Teilbereichen ein Antriebswinkel von echten 0° entsteht. Dadurch können noch höhere Drehmomente übertragen werden. Der Antrieb von Torx-Plus-Schrauben mit normalen Torx-Schlüsseln ist im Notfall möglich (hoher Verschleiß), umgekehrt jedoch nicht.

### Torx Paralobe
Eine weitere Fortentwicklung des Torx-Systems ist Torx Paralobe. Durch die sechsprozentige Verlängerung der Flanken gegenüber Torx Plus erreicht man ein um 20 % höheres Drehmoment.

### Torx-TR
Als Sicherheitsvariante der Torxschrauben hat die Torx-TR (Tamper-Resistant, umgangssprachlich auch als Loch-Torx bezeichnet) einen Zapfen. Die zugehörigen Schraubenzieher für Torx-TR-Schrauben werden oft als Torx BO oder kurz TH (Torx with Hole) bezeichnet.

### Torx Plus Security

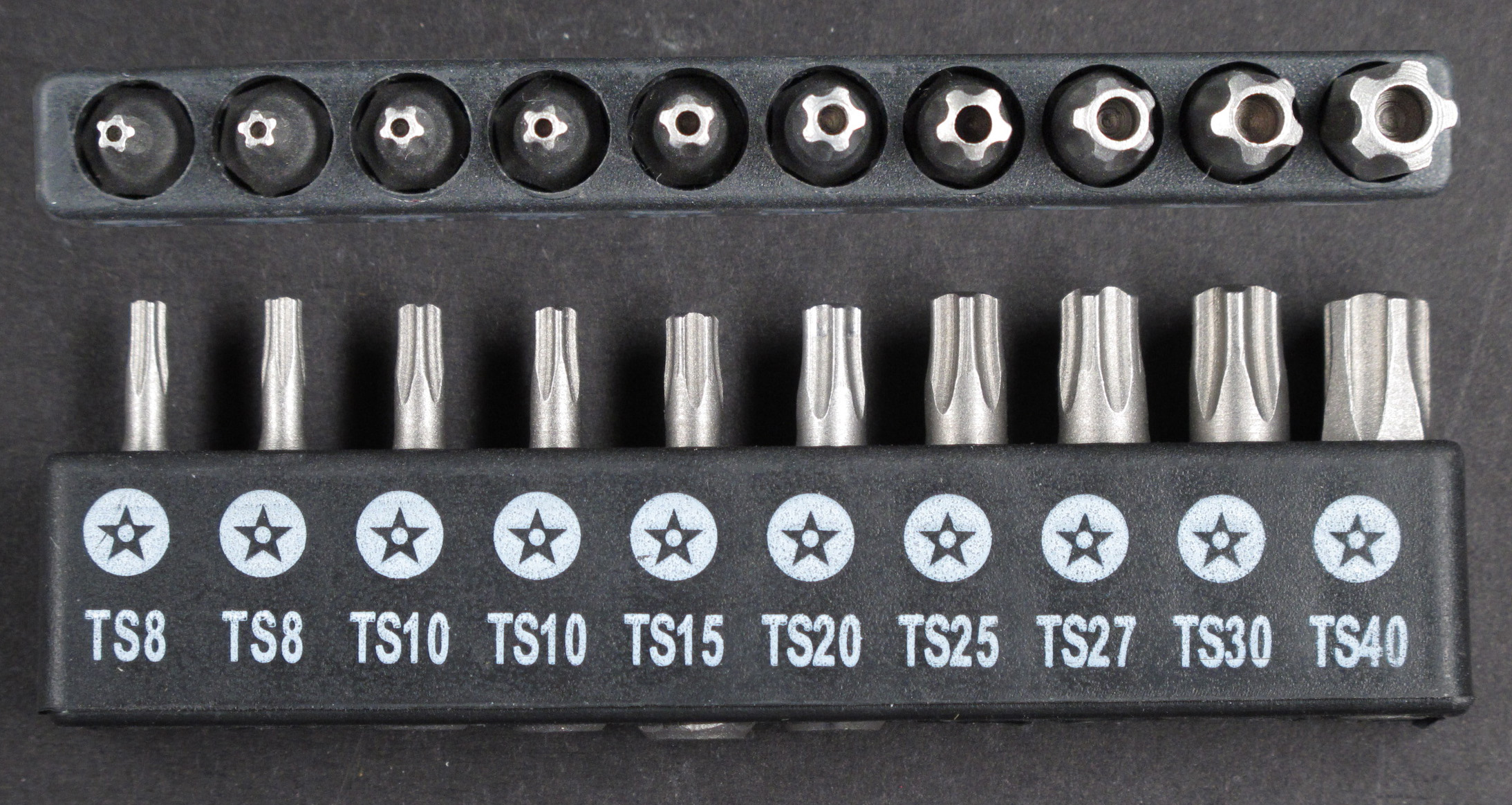
Torx-Plus-Security-Bitsatz (5 Spitzen)

Torx Plus Security ist eine Abwandlung von Torx Plus mit Zapfen und nur fünf Spitzen.

### T-Star plus
Seit 2005 vermarktet das Unternehmen ABC unter der Marke SPAX und dem Namen T-Star plus Innensechsrundschrauben, die unter dem Stern noch eine weitere, ca. 1,5 mm lange Vertiefung besitzen. Die  Bits haben einen entsprechend langen Zapfen, der in diese Vertiefung passt. Geringe Fertigungstoleranzen von Zapfen und Vertiefung führen zu einem sicheren Sitz der Schraube auf dem Werkzeug, so dass die Schraube in der Regel einhändig eingedreht werden kann. T-Star-plus-Schrauben lassen sich auch mit normalen Torx-Bits festziehen und lösen, aufgrund einer verkürzten Profillänge in der Schraube halten die Schrauben auf dem Torx-Bit allerdings schlechter und müssen zumeist händisch geführt werden. Torx-Schrauben dagegen lassen sich nur schlecht mit dem T-Star-plus-Bit einschrauben oder lösen. Der Zapfen auf dem Bit verhindert, dass das Bit voll in die Schraube eintauchen kann, was zu verstärktem Verschleiß oder Bruch am Werkzeug führen kann. 2006 folgte der Torx-Lizenzgeber Acument Intellectual Properties mit einem praktisch identischen Profil unter dem Markennamen Torx ttap.

### Assy-Würth

AW-Profil mit sechs runden Aussparungen

Unter der Bezeichnung Assy bietet das Unternehmen Würth in erster Linie Spanplatten- und Holzbauschrauben, aber auch spezielle Dübelschrauben mit Innenvielzahnprofil und SIT-Antrieb an. Als Kürzel bei der Größenangabe wird AW (Adolf Würth) verwendet. Es gab auch einen RW-Antrieb (Reinhold Würth).
Schrauben mit Assy-Profil können notfalls mit Torx-Werkzeugen eingedreht werden. Umgekehrt ist das nicht möglich.

### HexStix
Für die Größen T15 bis T50 bietet die Phillips Screw Company ein kompatibles System unter dem Namen HexStix Stable Drive System an. Diese An-/Abtriebe tragen die Bezeichnungen H15 bis H50. Der Vorteil von HexStix gegenüber Torx soll eine weiter verminderte Gefahr des Abfallens der Schraube vom Werkzeug sein, auch ohne Benutzung eines Magnet- oder Vakuumschraubenhalters.

### Stardrive
Die Firma Synthes Medical verwendet eine Abwandlung von Torx unter dem Namen Stardrive für Implantate. Stardrive ist teilweise mit Torx kompatibel.

### ISA
Einige Fahrzeughersteller wie BMW und KTM verwenden die nicht genormte Bezeichnung ISA (Innen-Sechsrund-Antrieb) für Schrauben mit Innensechsrund als Antrieb.

### HECO-Drive (HD)
HECO-Schrauben bietet unter der Bezeichnung HECO-Drive Holzbauschrauben mit einem speziellen Antrieb an. Das aufeinander abgestimmte System arbeitet nicht magnetisch, sondern mechanisch: Der Bit läuft konisch leicht auseinander, sodass die Schraube durch Reibung am Bit gehalten wird. Sowohl HD-Bits als auch Torx-Bits sind mit HD-Schrauben und Torx-Schrauben kompatibel.

## Normung
Der Innensechsrund ist in der EN ISO 10664 genormt, diverse Schraubenformen in ISO 14579 – ISO 14587. Die Normen sind auch als DIN-Norm (DIN EN ISO) veröffentlicht.
Maße für Werkzeuginnenangriffe
- EN 3911 „Luft- und Raumfahrt - Sechs-Bogenzahn, Innenantrieb - Definition der Geometrie“ (teilweise identisch mit NAS 1900, die auf dem zölligen Maßsystem basiert, Werkzeugmaße sind in NAS 1899 enthalten)
- ISO 10664 „Innensechsrund für Schrauben“
- ISO 12257 „Luft- und Raumfahrt - Innenantriebe, Sechsbogenzahn - Metrische Reihe“